# Variations on "I Got Rhythm"
Le Variazioni su I Got Rhythm (Variations on "I Got Rhythm") sono state composte tra il 1933 e il 1934 dal compositore statunitense George Gershwin per pianoforte e orchestra e dedicate con affetto ''a mio fratello Ira''.

## Genesi dell'opera
Gershwin ha composto il pezzo per il suo tour di concerti che doveva effettuare con la Leo Reisman Orchestra, in alternativa alla sua Rhapsody in Blue e al Concerto in F. Ha preso la melodia della sua canzone di successo "I Got Rhythm" dal musical Girl Crazy come base del pezzo e la maggior parte del pezzo fu composto durante una sua vacanza di tre settimane a Palm Beach, venendo completato il 6 gennaio 1934 dopo il suo ritorno a New York.
Ha ricevuto la sua prima a Boston  il 14 gennaio 1934 con Gershwin stesso al pianoforte e Charles Previn maestro d'orchestra.

## Il brano
Il pezzo inizia con le ripetizioni di quattro note di clarinetti nascenti su scala pentatonica, che apre la melodia della canzone originale. L'orchestra si unisce dopo una breve risposta di piano al clarinetto. Il piano e l'orchestra definiscono i temi principali della canzone, a cui seguono una serie di variazioni negli stili di valzer, atonale / serialista, orientale, jazz, una variante in cui le sezioni degli alti e dei bassi sono invertite, e poi un grande finale che coinvolge sia il piano sia l'orchestra.

## Incisioni
- Gershwin stesso l'ha incisa varie volte nella sua carriera, e maggiormente dal vivo.
- Anche l'amico e conoscente di Gershwin Oscar Levant l'ha incisa assieme a Morton Gould e la sua Orchestra
- Earl Wild, Arthur Fielder, Boston Pops, 1961
- Wayne Marshall, Aalborg Symphony, 2009
- Wayne Marshall, Sir Andrew Davis, BBC Symphony Orchestra, 1997